# Heinrich Dominikus von Heyden
Heinrich Dominikus von Heyden (auch Dominicus) (* 11. Januar 1744; † 1819) war ein deutscher Richter und Politiker.

## Leben
Heinrich Dominikus von Heyden entstammte einer Frankfurter Patrizierfamilie, die zwischen 1635 und 1748 stets den Posten des Direktors der Postverbindung nach Köln innehielt. Er war der Sohn des Johann Philipp von Heyden (1712–1778), der älterer Bürgermeister, Schöffe und Senator von Frankfurt am Main war, und dessen Ehefrau Rebekka Elisabeth geborene Lehnemann. Heyden gehörte der Ganerbschaft Zum Frauenstein an. Heinrich Dominikus von Heyden heiratete Luise von Clotz (1765–1830), die Tochter des Fürstlich Solmsischen Oberforstmeisters in Lich Friedrich Carl Anton von Clotz (1729–1795) und dessen Ehefrau Louisa Philippa Kunigunde, geborene von Höfen. Der gemeinsame Sohn Carl von Heyden wurde älterer Bürgermeister in Frankfurt am Main.
Heyden wurde Schöffe der Reichsstadt Frankfurt am Main, 1807 Senator des Appellationsgerichts des Großherzogtums Frankfurt und Schöffe im Senat der Freien Stadt Frankfurt.